# St. Jacobi (Stolzenau)

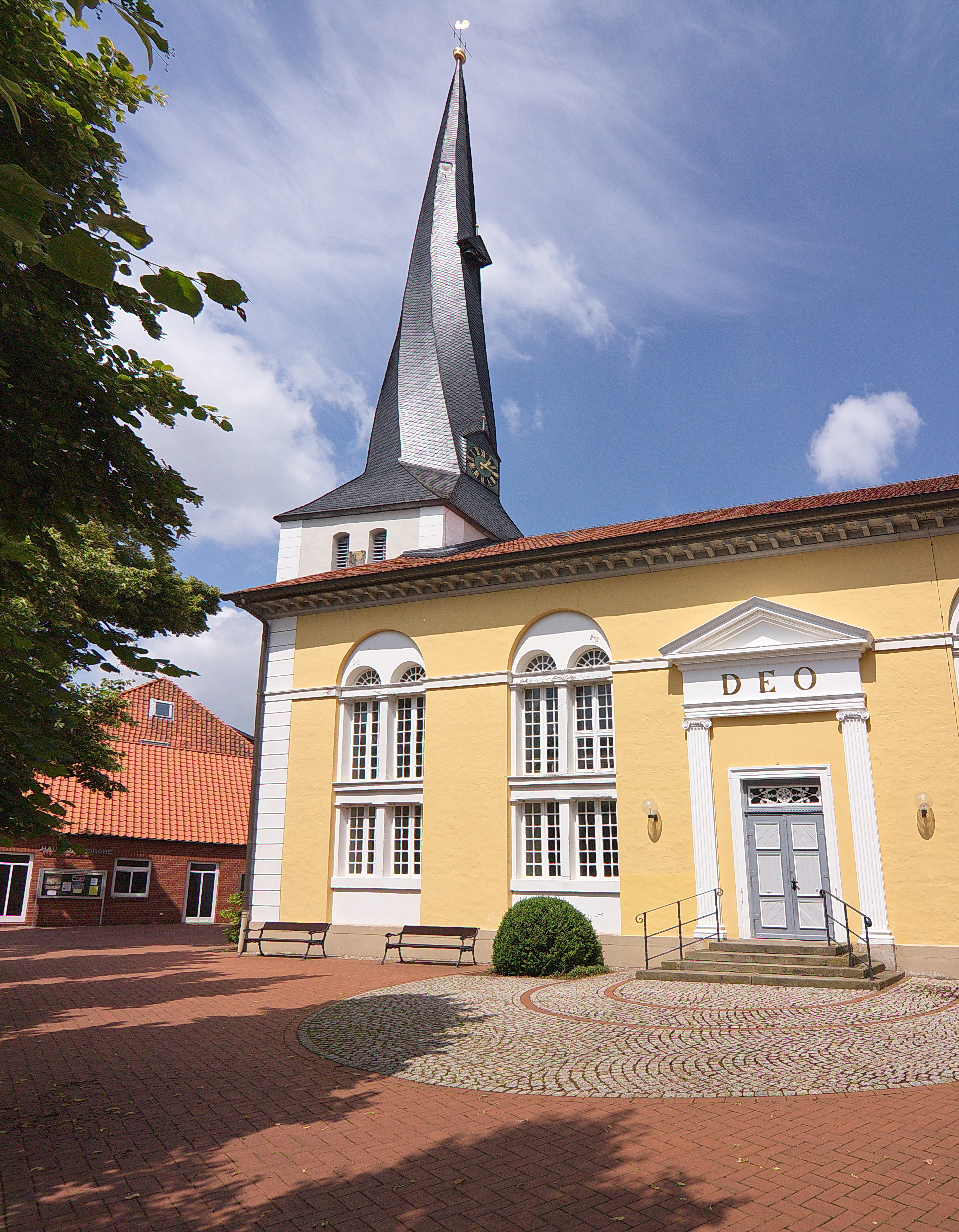
Stolzenau, St. Jacobi

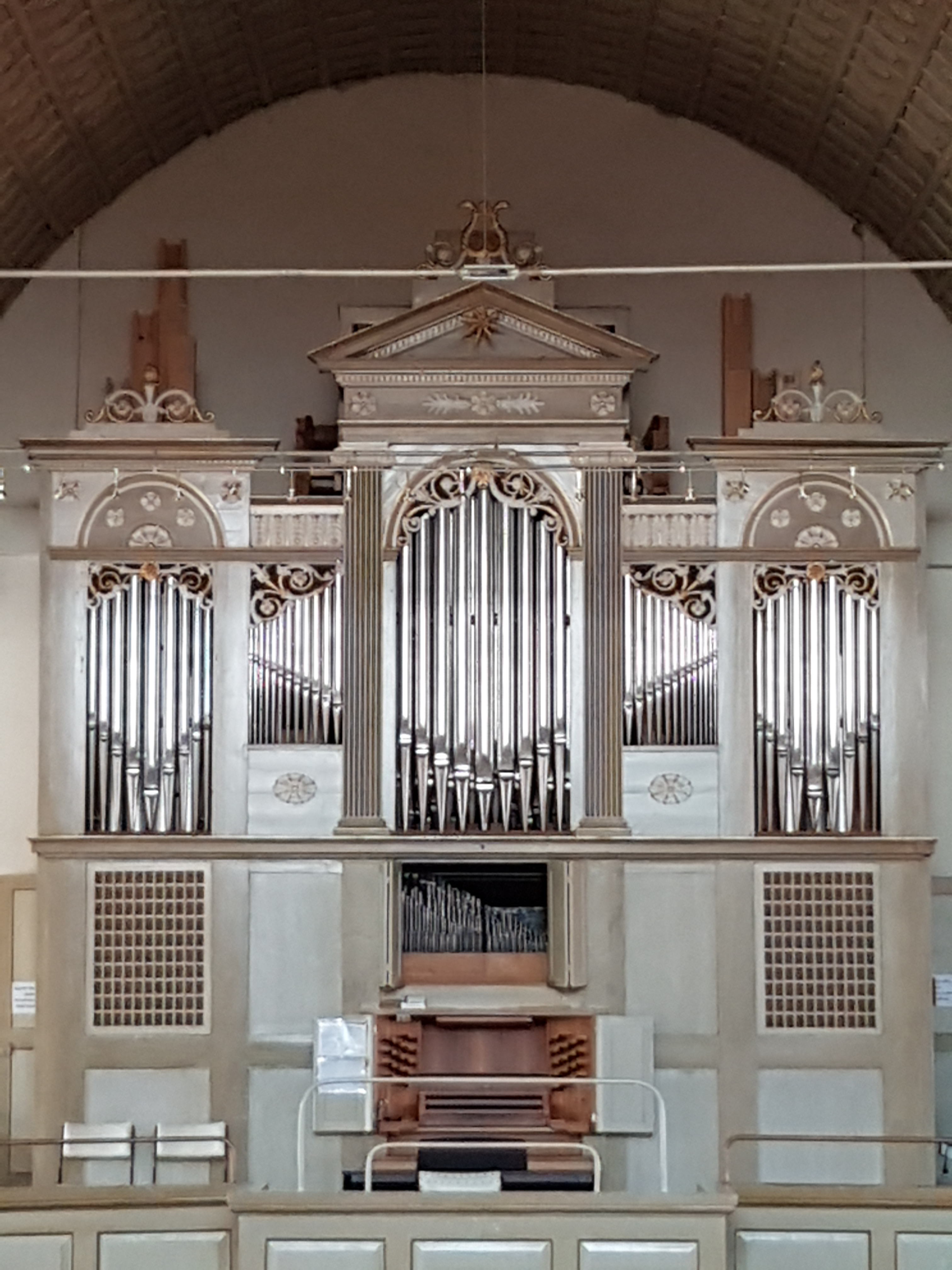
Orgel

Die evangelisch-lutherische denkmalgeschützte Kirche St. Jacobi steht in der Lange Straße 42 in der Stadt Stolzenau im Landkreis Nienburg/Weser von Niedersachsen. Die Kirchengemeinde gehört zum Kirchenkreis Stolzenau-Loccum im Sprengel Hannover der Evangelisch-lutherischen Landeskirche Hannovers.

## Beschreibung
Die spätklassizistische Emporenkirche wurde 1828 bis 1830 von Ludwig Hellner erbaut, der den verputzten Kirchturm im Westen von 1679 beibehielt. Er gehörte zur ehemaligen Burgkapelle der Burg Stolzenau. Die verputzten Wände des Langhauses haben an den Ecken Lisenen aufgeputzt. In der mittleren Achse des Langhauses sind rechteckige Portale, die von einer Ädikula gerahmt sind. Zu beiden Seiten befinden sich je zwei hohe zweizonige Bogenfenster. Die Wände sind horizontal durch ein umlaufendes Gurtgesims, das die Bogenfenster durchschneidet, und durch einen Fries aus Konsolen unter der Dachtraufe gegliedert. Der Giebel im Chor hat ein Thermenfenster. Die eingezogene Apsis von 1828 wird als Sakristei genutzt. Der Innenraum wird bestimmt durch die zweistöckigen Emporen zwischen Kolonnaden, unten in dorischer und oben in ionischer Ordnung. Das Mittelschiff ist mit einem kassettierten Tonnengewölbe, die schmalen Seitenschiffe sind mit Flachdecken überspannt. Die Kirchenausstattung ist überwiegend klassizistisch, ein steinernes Taufbecken stammt jedoch aus der zweiten Hälfte des 13. Jahrhunderts. Ein Renaissance-Epitaph aus Sandstein mit Wappenbesatz entstand im 16. Jahrhundert.
Der Kirchturm ist mit einem schlanken, schiefergedeckten, achtseitigen Helm bedeckt, der sich geschraubt zur Spitze windet.
Die Orgel wurde von Paul Ott gebaut und 2002 von Rudolf Janke restauriert. Sie hat 33 Register, verteilt auf drei Manuale und ein Pedal.
Die Kirche steht wegen ihrer geschichtlichen, künstlerischen und städtebaulichen Bedeutung unter Denkmalschutz nach § 3 Abs. 2 Niedersächsisches Denkmalschutzgesetz.